# Diguel (département)
Pour les articles homonymes, voir Diguel.
Diguel ou Djiguel est un département du Burkina Faso situé dans la province du Soum et la région Sahel. En 2012, le département comptait 8 989 habitants.

## Villages
Le département comprend un village chef-lieu (populations actualisées en 2012) :
- Diguel ou Djiguel (1 845 habitants)

et 8 autres villages :
- Bélem-Balou (575 habitants)
- Doundoubangou (1 489 habitants)
- Kénou (1 112 habitants)
- Kouyé (1 369 habitants)
- Lassa (1 471 habitants)
- Pélem-Pélem (490 habitants)
- Pété-Hadjé (256 habitants)
- Thiofi (382 habitants)